# Ennetmoos
Ennetmoos – miejscowość i gmina w środkowej Szwajcarii, w kantonie Nidwalden. Leży nad Jeziorem Czterech Kantonów.  

## Demografia
W Ennetmoos mieszka 2 287 osób. W 2021 roku 9,4% populacji gminy stanowiły osoby urodzone poza Szwajcarią. 

## Transport
Przez teren gminy przebiega droga główna nr 377. 